# 坎貝爾冰原島峰
66°29′S 110°45′E / 66.483°S 110.750°E
坎貝爾冰原島峰（英語：Campbell Nunatak）是南極洲的冰原島峰，位於威爾克斯地，處於亞歷山大冰原島峰東北面6公里的風車群島南端，現時由南極條約體系管理。